# Luciano Garatti
Luciano Garatti (Pian d'Artogne, 22 agosto 1951) è un politico italiano.

## Biografia
Avvocato, impegnato in politica con il PLI, è consigliere comunale e assessore a Darfo Boario Terme fra gli anni '80 e i primi anni '90.
In occasione delle elezioni politiche del 1994 approda al Senato della Repubblica, venendo eletto, col sostegno del Polo delle Libertà, nel collegio uninominale n. 23 (Lumezzane-Valli Bresciane).
Alle elezioni politiche del 1996 è candidato alla Camera dei Deputati, nella circoscrizione Lombardia 2, nel collegio uninominale n. 32 (Darfo Boario Terme), sostenuto dal Polo per le Libertà (in quota Forza Italia), tuttavia non viene eletto, sconfitto da Davide Caparini della Lega Nord, giungendo complessivamente terzo.
In seguito collabora da indipendente con i Cristiani Democratici Uniti di Rocco Buttiglione. Alle elezioni europee del 1999 è quindi candidato con il CDU, nella circoscrizione Italia nord-occidentale, raccogliendo circa 1.400 preferenze e risultando il secondo dei non eletti.
In occasione delle elezioni politiche del 2001 si ricandida come indipendente alla Camera dei Deputati nuovamente nel collegio uninominale di Darfo Boario Terme, dove viene sostenuto nel collegio dalle liste "LibDem Basta!" e "Valle Camonica Provincia", dove, pur raccogliendo il 9,6% dei consensi, non viene eletto e risulta sconfitto, come già avvenuto nel 1996, da Davide Caparini (esponente della Lega Nord e sostenuto dalla CdL).
Alle elezioni europee del 2004 si ricandida per il Parlamento Europeo, ancora nella circoscrizione Italia nord-occidentale, nelle liste del Patto Segni-Scognamiglio, giungendo terzo con circa 1 200 preferenze e non venendo eletto, anche a causa dei bassi consensi riscossi dalla lista, che non elegge alcun parlamentare europeo. Nello stesso anno si candida alle elezioni suppletive per la Camera dei deputati nel collegio elettorale di Milano 3, non risultando eletto.
Si ricandida alle elezioni europee successive con i Liberal Democratici, ma non viene eletto a causa del mancato raggiungimento della soglia di sbarramento da parte della lista.
Nel 2013 fonda, insieme all'ingegner Carlo Paglietti (che ricopre la carica di coordinatore nazionale), il movimento politico di destra liberale Basta tasse, con il quale si candida alle elezioni politiche del 2013 all'interno della coalizione di centro-destra. Basta tasse si presenta in Lombardia e in Sardegna per il solo Senato della Repubblica: essa ottiene complessivamente 22.000 voti circa, pari allo 0.4% dei consensi.